# Santa Maria (Bragança)
Santa Maria é um bairro da cidade portuguesa e do município de Bragança que foi sede da extinta freguesia de Santa Maria, que tinha 13,49 km² de área e 3 940 habitantes (2011), e, por isso, uma densidade populacional de 292,1 hab/km².
A freguesia de Santa Maria foi extinta em 2013, no âmbito de uma reforma administrativa nacional, tendo sido agregada às freguesias de Sé e Meixedo, para formar uma nova freguesia denominada União das Freguesias de Sé, Santa Maria e Meixedo com sede na freguesia da Sé.

## População
| População da freguesia de Bragança (Santa Maria) (1864 – 2011) | População da freguesia de Bragança (Santa Maria) (1864 – 2011) | População da freguesia de Bragança (Santa Maria) (1864 – 2011) | População da freguesia de Bragança (Santa Maria) (1864 – 2011) | População da freguesia de Bragança (Santa Maria) (1864 – 2011) | População da freguesia de Bragança (Santa Maria) (1864 – 2011) | População da freguesia de Bragança (Santa Maria) (1864 – 2011) | População da freguesia de Bragança (Santa Maria) (1864 – 2011) | População da freguesia de Bragança (Santa Maria) (1864 – 2011) | População da freguesia de Bragança (Santa Maria) (1864 – 2011) | População da freguesia de Bragança (Santa Maria) (1864 – 2011) | População da freguesia de Bragança (Santa Maria) (1864 – 2011) | População da freguesia de Bragança (Santa Maria) (1864 – 2011) | População da freguesia de Bragança (Santa Maria) (1864 – 2011) | População da freguesia de Bragança (Santa Maria) (1864 – 2011) |
| -------------------------------------------------------------- | -------------------------------------------------------------- | -------------------------------------------------------------- | -------------------------------------------------------------- | -------------------------------------------------------------- | -------------------------------------------------------------- | -------------------------------------------------------------- | -------------------------------------------------------------- | -------------------------------------------------------------- | -------------------------------------------------------------- | -------------------------------------------------------------- | -------------------------------------------------------------- | -------------------------------------------------------------- | -------------------------------------------------------------- | -------------------------------------------------------------- |
| 1864                                                           | 1878                                                           | 1890                                                           | 1900                                                           | 1911                                                           | 1920                                                           | 1930                                                           | 1940                                                           | 1950                                                           | 1960                                                           | 1970                                                           | 1981                                                           | 1991                                                           | 2001                                                           | 2011                                                           |
| 2 857                                                          | 2 788                                                          | 3 111                                                          | 2 742                                                          | 2 754                                                          | 2 687                                                          | 3 118                                                          | 3 325                                                          | 4 377                                                          | 3 908                                                          | 4 110                                                          | 3 924                                                          | 3 239                                                          | 3 404                                                          | 3 940                                                          |

## Património edificado
- Castelo de Bragança
- Convento de São Francisco (Santa Maria) (e respectiva Igreja)
- Museu do Abade de Baçal, edifício e jardim do antigo Paço Episcopal de Bragança